# Quatro Brasis

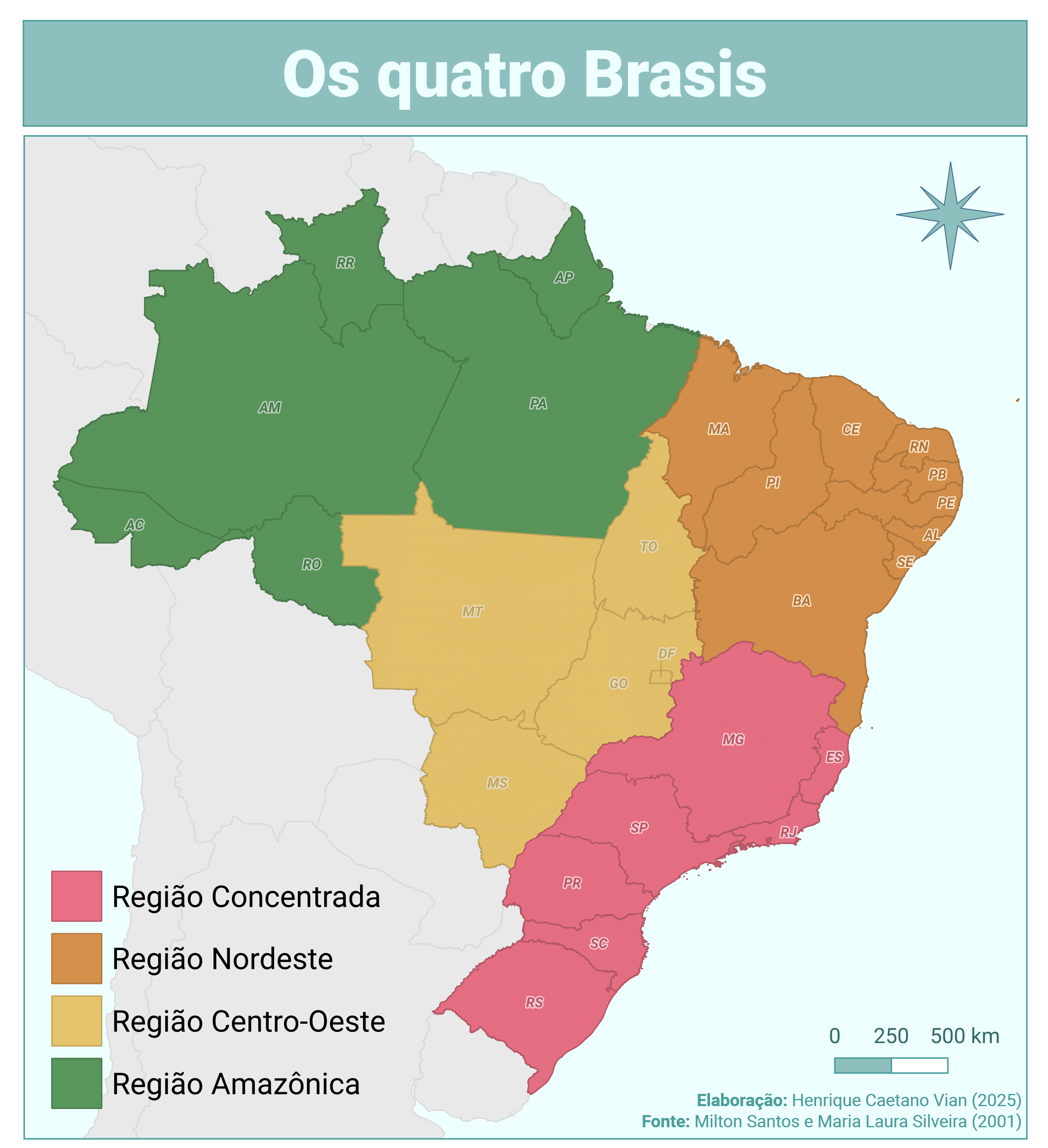
Mapa das regiões propostas por Milton Santos e Maria Laura Silveira

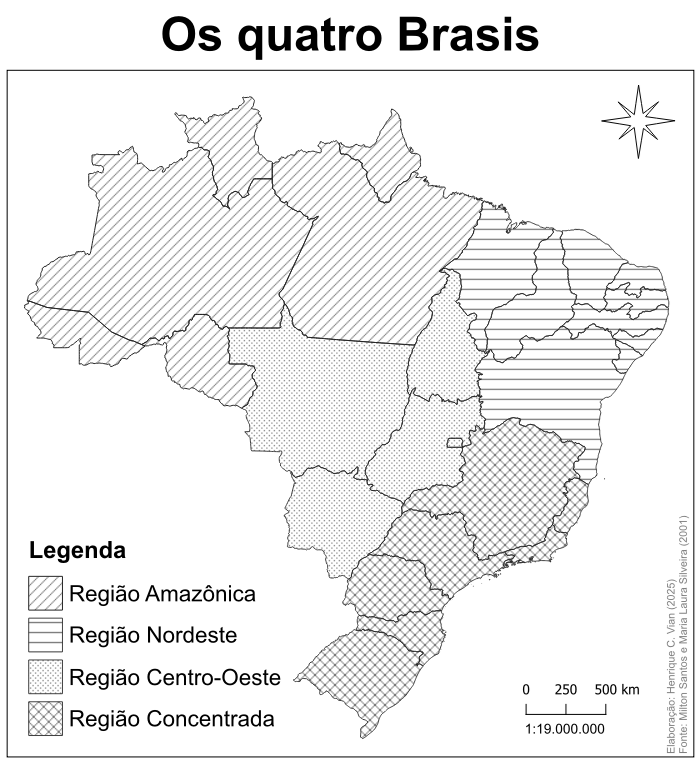
Versão alternativa para uso pedagógico

Quatro Brasis é uma proposta teórica e geográfica de regionalização do Brasil feita pelos geógrafos Milton Santos e Maria Laura Silveira em 2001. Nessa regionalização o principal critério foi o meio técnico-científico-informacional, o que leva em consideração a diferença da difusão da infraestrutura que dá suporte as redes de informações, mercadorias, capitais e pessoas entre os estados. Usando esses critérios os geógrafos dividiram os estados em quatro regiões: Região Amazônica, Região Concentrada, Região Nordeste e Região Centro-Oeste.

## As regiões

### Região Amazônica
Contendo os estados do Acre, Amazonas, Roraima, Rondônia, Pará e Amapá, a Região Amazônica é a maior de todas, tendo 3 576 056,034 quilômetros quadrados. A região têm pouca densidade demográfica, também tendo poucos centros urbanos, o que faz os estados da área terem que depender de atividades tradicionais para sustentar sua economia.
As principais atividades econômicas da área são o extrativismo mineral e vegetal, agropecuária e aquicultura, com a mineração de ferro tendo destaque, principalmente no estado do Pará, onde essa indústria faturou R$31 bilhões no primeiro trimestre de 2021. A região Amazônica também tem alto potencial hidrelétrico - dado que o rio Amazonas é o maior do mundo -, mas mesmo assim, por causa de que só recentemente está sendo iniciada a exploração dos recursos dessa área, a região produz menos de 25% da energia hidrelétrica do Brasil.

### Região Concentrada
Sendo a menor região — tendo 1 501 394,988 quilômetros quadrados —, a região concentrada é o centro tecnológico do país, sendo onde o desenvolvimento da ciência e da tecnologia é o maior e mais contínuo no Brasil. A região consiste dos estados do Sul e Sudeste, com as capitais dos estados que a compõem sendo centros importantes do país, com a cidade de São Paulo se destacando como polo nacional.
Segundo Milton Santos, a região Concentrada seria “composta de denso sistema de fluxos, em razão dos elevados índices de urbanização, por atividade comercial intensa e alto padrão de tomada de decisões do território brasileiro, abrigando atividades modernas e globalizadas, como alguns setores financeiros e de serviços”. A área é a mais densa demograficamente e a mais industrializada do país, mas mesmo assim ainda participa em outro setores da indústria, como a metalurgia, extração de petróleo, turismo e o plantio de produtos como o café, cana-de-açúcar e laranja.

### Região Nordeste
Seguindo as delimitações oficiais dadas pelo IBGE, a região Nordeste apresenta, de modo geral, índices sociais baixos, embora esses estão apresentando melhoras nas últimas décadas, e alta desigualdade entre as sub-regiões, que são a Zona da Mata, Agreste, Sertão e Meio-Norte. O turismo é muito prevalente no Nordeste, principalmente em cidades litorâneas e praias, gerando fonte de renda e emprego na área.
A Zona da Mata é a área mais desenvolvida da região, tendo indústrias diversas e espaços urbanos que se assemelham a aqueles no Sudeste, enquanto isso, o resto da região é menos desenvolvido e mais dependente de atividades do setor primário. A agropecuária é principalmente predominante no Sertão e no Agreste, onde os principais produtos plantados são a cana-de-açúcar, cacau, milho, algodão, feijão, mandioca e a soja, com a pecuária sendo prevalente em grande parte no Maranhão, Piauí e Bahia. Mesmo o Nordeste contendo vários aspectos técnico-científico-informacionais - como o maior parque tecnológico do Brasil -, esses estão na sua maior parte concentrados nas grandes cidades do litoral, com outras áreas geralmente sendo subdesenvolvidas e pobres.

### Região Centro-Oeste
Abrangendo os estados de Tocantins, Mato Grosso, Mato Grosso do Sul, Goiás e o Distrito Federal, a região cresceu principalmente pela alta migração de fazendeiros da região Concentrada para a busca de novas terras e o programa da marcha para o Oeste. Apesar da economia do Centro-Oeste ser voltada ao setor primário, a região têm alta tecnologia e desenvolvimento paralelo à Concentrada, tendo um índice técnico-científico-informacional alto.
A economia do Centro-Oeste é voltada à agropecuária, com a região produzindo vários tipos de grãos e outros produtos como milho, cana-de-açúcar, girassol, feijão e principalmente a soja, com o Mato Grosso sendo o maior estado produtor de soja no Brasil. A pecuária é focada na avicultura e suinocultura, com bovinos estando presente em números menores. O extrativismo consiste da extração da madeira e de metais como ouro, ferro e níquel. Mesmo o setor secundário estando presente, ele é, na maior parte, baseado no setor primário, cobrindo áreas como a produção de celulose, laticínios, alimentícia e ração, mas mesmo assim, ainda existem outras áreas desse setor, como a automobilística e farmacêutica.